# Ulveangreb
Ulveangreb er angreb på mennesker og dyr af ulve.
Siden ulven kom tilbage til den danske natur har der været ulveangreb i Danmark. 
I 2022 mistede 161 husdyr livet som følge af 32 ulveangreb.
Det var primært får og lam der var bytte.
I foråret 2023 blev en pony fundet dræbt ved Borris efter hvad der kunne være et ulveangreb.
For hele året 2023 var der 57 registrerede angreb i Danmark.
Visse individuelle ulve kan stå bag en stor del af angrebene og afklæres for "problemulve".
Ulveangreb kan til en vis grad afbødes med såkaldt ulvesikrede hegn,
men udgifterne kan være betydelige.
I Slesvig-Holsten forcerede en dansk-født ulv et ulvesikret hegn adskillige gange. Efter at den blev  kategoriseret som problemulv blev en skydetilladelse udstedt, men det lykkedes ikke at skyde ulven før den 6 måneder senere døde i en trafikkollision i Niedersachsen.
Også i Danmark har ulve forceret ulvesikrede hegn. 
I 2020 blev et får bag et ulvesikret hegn dræbt. Ulven var formodentligt kommet igennem hegnet efter at flygtende vildt havde ødelagt hegnet.
Et "velfungerende og ulvesikret" hegn var ikke til hinder for at en ulv dræbte 17 får på en mark ved Vemb i 2025.

## Angreb på mennesker
Ulveangreb på mennesker i nutidens Europa er ekstremt sjældne.
Angreb indenfor de seneste 200 år i Europa er primært foretaget af rabiesinficerede ulve,
mens der i tidligere tider utvivlsomt har været flere mennesker som har været fortæret af ulve på rov frem for rabiesinficerede ulve. 
Der har i Danmark siden ulvens tilbagekomst i naturen ikke været konstateret noget angreb på mennesker.[kilde mangler]
I Indien har er sket flere ulveangreb på mennesker.
Bahraich-distriktet i Uttar Pradesh havde i 2024 en bølge af ulveangreb mod omkring 30 landsbyer og hvor adskillige børn blev dræbt.
Indien har oplevet tidligere bølger af ulveangreb:
I 1981-82 døde mindst 13 børn, mellem 1993 og 1995 blev 20 børn angrebet og i 1996 hvor mindst 76 børn blev angrebet og 38 døde.
Tilbage i tiden har der været dødelige ulveangreb på mennesker i Sverige og Norge. I en tre-måneders periode i 1820 og 1821 døde 12 mennesker som følge af angreb på grænsen mellem Gästrikland og Dalarna.
Et eksempel på et ulveangreb gives i en sogneregistrering fra Saône-et-Loire i oktober 1749:
| „ | Marie, omtrent 7 år gammel, datter af Jacques Prudent og hans første hustru, Tiennette Maroyer, blev revet væk fra hendes dørtrin af en ulv og fortæret på en mark. Kun hendes hoved, en arm og hendes mave blev fundet, og intet andet. Disse ynkelige rester blev begravet på kirkegården til denne kirke den følgende dag, den femte oktober, foran hele min menighed, som var samlet til søndagsmesse. | “ |

I Frankrig var der i perioden fra 1691 til 1695 det højeste antal ulveangreb.
Omtrent samtidigt udgav Charles Perrault folkeeventyret Den lille Rødhætte, der handler om  ulveangreb.